# Exomala adriatica
Exomala adriatica är en skalbaggsart som beskrevs av Rudolph Petrovitz 1968. Exomala adriatica ingår i släktet Exomala och familjen Rutelidae. Inga underarter finns listade i Catalogue of Life.